# Beli Kamen (miasto Prokuplje)
Beli Kamen (cyr. Бели Камен) – wieś w Serbii, w okręgu toplickim, w mieście Prokuplje. W 2011 roku liczyła 22 mieszkańców.